# گلوبال تایمز
گلوبال تایمز روزنامه تابلوید تحت نظارت حزب کمونیست چین پرچم‌دار پیپل دیلی، روزنامه مرتبط با مسائل بین‌المللی از یک چشم‌انداز ملی، می‌باشد.